# Milan Ohnisko
Milan Ohnisko (Brno, Tchecoslováquia, 16 de julho de 1965) é um poeta e editor checo. Após ter desistido por duas vezes do ensino secundário e nunca ter sido graduado, ele trabalhou em muitas profissões manuais. Ele também teve a sua própria editora e uma livraria. Actualmente ele trabalha como editor freelancer.

## Obra
O trabalho da poesia de Ohnisko é uma mistura de uma técnica ingénua que usa um jogo de palavras com deixas altamente racionais, e um neo-decadente sentido de tragédia e quixotismo de um intruso lutando contra a corrente. Ele frequentemente usa e combina arte naïf, a ironia, o humor e o absurdo.
Poesia
- Obejmi démona! (2001)
- Vepřo knedlo zlo aneb Uršulinovi dnové (2003)
- Milancolia (2005)
- Býkárna (+ Ivan Wernisch e Michal Šanda) (2006)
- Love! (2007)